# 2021年CBA总决赛
2020-21年中国男子篮球职业联赛总决赛，又称2021年CBA总决赛，是2020-21年中国男子篮球职业联赛的最后一阶段比赛，由广东东莞大益对阵辽宁本钢。本阶段比赛在2021年4月27日启动，并于5月1日晚间结束，最终广东东莞大益以2比1战胜辽宁本钢，获得本季中国男子篮球职业联赛总冠军，及该队队史的第十一个CBA总冠军。前者的球员胡明轩则在以6.0分的SPR值位列球队第二，与SPR值最高的周鹏（6.9分）相差不到1分的情况下，以13.6分的场均得分（一说13.7分）当选本季总决赛最有价值球员。

## 格式

### 比赛模式
与本赛季常规赛及季后赛相同，该年度的总决赛继续采用赛会制模式，所有比赛皆在浙江农林大学暨阳学院体育馆进行。场次上，本次总决赛继续采用上赛季总决赛的三局两胜制。

### 观众
观众政策上，本阶段赛事仍然执行每场比赛开放2000名观众入场的政策。除了以常规方式购票入场的观众，CBA公司还邀请了36位赛事保障团队代表组成“CBA爱的方阵”观赛团在现场观赏赛事，以表达对16个参与本赛季赛事保障工作的单位的1482名工作人员的感谢。

### 最有价值球员评选
与过往赛季不同，本赛季总决赛最有价值球员评选采用了“以个人表现质量值指标（SPR）为主，以总决赛个人总得分为辅”的评选标准。根据CBA公司发布的说明，该季总决赛最有价值球员须是总冠军球队SPR值最高的球员；如该队排名最前的数名球员的SPR值之差小于1.0，则由以上球员中总决赛个人总得分最高者当选。当中，SPR值以如下式子确定：

## 参赛球队

### 球队基本情况及晋级历程

#### 广东华南虎（广东东莞大益）
本次总决赛为广东东莞大益第十六次获得CBA总决赛参赛资格，而在过往十五次总决赛中，广东队合共获得十次CBA总冠军。在本赛季开始前，广东队便要求球队成员努力适应缺少易建联的球队体系，并宣布仍以“夺冠”为该赛季的唯一目标。
在本季常规赛第一轮以惨败告终后，广东队开始实施“五上五下”的人员轮转方案，并取得了良好的效果。在常规赛第三十八轮结束后，广东队便一直位列常规赛首位，直至提前四轮获得常规赛冠军，最终成绩为46胜6负（少赛4轮）。但由于球队另一位重要球员马尚·布鲁克斯在常规赛后期因伤赛季报销，故广东队参加该次总决赛的阵容被认为在实力上“大打折扣”。
本季季后赛中，广东东莞大益在第一轮被轮空，第二轮则是与北京首钢对阵，最终以104比103击败对手，进入上半区半决赛。而在半决赛中，广东东莞大益分别以117比99、118比112战胜山东西王，从而以2比0的大比分先行获得本赛季总决赛参赛资格。

#### 辽宁飞豹（辽宁本钢）
本次总决赛为辽宁本钢第九次获得CBA总决赛参赛资格，而在过往八次总决赛中，辽宁队仅在2017-18赛季获得过CBA总冠军。由于辽宁队面临新老交替的局面，因此该队在赛季开始前公布的赛季目标仅为“打进四强”。
在该赛季开始前及季中窗口期，辽宁队通过大举提拔新人及引入内外援的方式解决了球队内线轮换人员短缺的问题，形成了被认为是“史上最强”的球队阵容。最终，该队在常规赛上以45胜9负（少赛2轮）的成绩获得第二名，其中单赛季胜场数字为球队队史最高；常规赛胜率则是队史第二高，仅次于2014-15赛季。
本季季后赛中，辽宁本钢同样在第一轮被轮空，第二轮则是与浙江广厦控股对阵，最终以105比98击败对手，进入下半区半决赛。而在半决赛中，辽宁本钢分别以119比103、122比117战胜浙江稠州金租，从而同样以2比0的大比分获得本赛季总决赛参赛资格。

### 过往比赛记录
在2020-21赛季中，两支队伍共在常规赛期间比赛2场，双方各有胜负。
| 2021年2月3日 20:00 |

| 赛后数据 |

| 广东东莞大益 118–115 辽宁本钢                       |  |                                                      |
| 每節分數： 27–26、27–26、37–37、27–26               |  |                                                      |
| 得分： 马尚·布鲁克斯 36 篮板： 苏伟 6 助攻： 赵睿 6 |  | 得分： O·J·梅奥 30 篮板： O·J·梅奥 7 助攻： 郭艾伦 8 |

| 2021年3月8日 19:35 |

| 赛后数据 |

| 辽宁本钢 124–115 广东东莞大益（OT）               |  |                                                                   |
| 每節分數： 31–22、17–12、30–27、29–36、： 17–8    |  |                                                                   |
| 得分： 张镇麟 46 篮板： 张镇麟 9 助攻： 郭艾伦 14 |  | 得分： 克拉伦斯·威姆斯 35 篮板： 克拉伦斯·威姆斯 15 助攻： 周鹏 5 |

另外，本阶段比赛是广东、辽宁两队第三次在总决赛赛场上交手。在此之前，双方曾在2007-08年中国男子篮球职业联赛及2019-20年中国男子篮球职业联赛的总决赛进行对阵，最终广东队分别以4比1、2比1击败辽宁队，成为该两季中国男子篮球职业联赛的总冠军。

## 赛程

### 第一场
本阶段的第一场比赛于2021年4月27日19时35分开始，广东东莞大益、辽宁本钢分别以主队及客队身份比赛。最终，广东东莞大益以88比83战胜辽宁本钢，而后者在上半场仅得到29分，为2006-07赛季之后的总决赛上半场单支球队最低得分。
| 2021年4月27日 19:35 |

| 赛后数据 |

| 广东东莞大益 88–83 辽宁本钢                                   |  |                                                      |
| 每節分數： 17–16、24–13、19–26、28–28                         |  |                                                      |
| 得分： 克拉伦斯·威姆斯 22 篮板： 杰森·汤普森 13 助攻： 赵睿 5 |  | 得分： 郭艾伦 20 篮板： 韩德君 12 助攻： 凯尔·弗格 6 |

### 第二场
本阶段的第二场比赛于2021年4月29日19时35分开始，辽宁本钢、广东东莞大益分别以主队及客队身份比赛。最终，辽宁本钢在加时阶段以102比98击败广东东莞大益，由此将大比分扳平为1比1。
| 2021年4月29日 19:35 |

| 赛后数据 |

| 辽宁本钢 102–98 广东东莞大益（OT）                |  |                                                                     |
| 每節分數： 23–32、20–17、26–20、19–25、： 14–10   |  |                                                                     |
| 得分： 郭艾伦 33 篮板： 韩德君 10 助攻： 赵继伟 8 |  | 得分： 克拉伦斯·威姆斯 28 篮板： 克拉伦斯·威姆斯 12 助攻： 胡明轩 4 |

### 第三场
本阶段的第三场比赛于2021年5月1日19时35分开始，广东东莞大益、辽宁本钢分别以主队及客队身份比赛。最终，广东东莞大益在常规时间尾声被辽宁本钢追平比分的情形下，于加时赛阶段以110比103获胜，获得2020-21年中国男子篮球职业联赛总冠军。
| 2021年5月1日 19:35 |

| 赛后数据 |

| 广东东莞大益 110–103 辽宁本钢（OT）                                                |  |                                                                 |
| 每節分數： 20–19、34–25、27–24、18–31、： 11–4                                     |  |                                                                 |
| 得分： 克拉伦斯·威姆斯 29 篮板： 克拉伦斯·威姆斯 10 助攻： 克拉伦斯·威姆斯、赵睿 8 |  | 得分： 郭艾伦、付豪 24 篮板： 韩德君、赵继伟 8 助攻： 郭艾伦 13 |

## 反响

### 意义及评价
本季CBA总决赛，广东华南虎在获得球队历史上第十一个CBA总冠军之余，亦第三次取得CBA联赛“三连冠”的成绩，由此被认为是再度建立该联赛的“广东王朝”。而由于易建联、马尚·布鲁克斯等两名重要球员皆未被列入此次总决赛的参赛名单，因此该球队此次夺冠被认为是具有别样意义。另外，该次夺冠亦被认为是在东莞市创建“品质文化之都”的背景下“昂扬与深刻彰显”了该市的城市精神。
在该系列赛中落败的辽宁飞豹则获得球队历史第八个CBA亚军，但该队被认为是在比赛中“打光最后一颗子弹”，并能够完成球队主教练杨鸣布置的任务。

### 庆祝及相关活动
总决赛完结后，广东省体育局、广东省篮球协会、中共东莞市委、东莞市人民政府及东莞市文化广电旅游体育局先后发布贺电或贺信，庆祝广东华南虎获得冠军；中共沈阳市委、沈阳市人民政府亦在比赛结束后发出贺信，祝贺辽宁飞豹获得亚军。
与上届总决赛赛后相同，东莞市有关部门再一次于广东华南虎夺冠当夜在东莞市中心举办灯光秀，在数栋摩天楼外播放庆祝语句。赛后次日（2021年5月2日），球队自杭州乘坐飞机返回广州，并在抵达时获中共东莞市委常委、宣传部部长杨晓棠带领的接机团迎接及献花。此外，又有大批支持者在当日下午于球队基地聚集，并以掌声及欢呼迎接球队。球队在接受支持者欢迎后，又当即前往南城街道新冠疫苗大型临时接种点接种2019冠状病毒病疫苗。

## 注解
1. ↑  各缩写释义为：PTS——得分；2FGA——2分出手数；3PA——3分出手数；FTA——罚球出手数；OREB——进攻篮板数；DREB——防守篮板数；AST——助攻数；STL——抢断数；BLK——封盖数；TOV——失误数。